# 淺草小子 (電影)
《淺草小子》是一部2021年的日本電影，改編自北野武的同名自傳小說《淺草小子》，由Netflix製作、企劃，劇團一人擔任導演和編劇，主演為大泉洋以及柳樂優彌。

## 劇情大綱
在1960年代的淺草，立志成為藝人的青年北野武從大學休學後，到喜劇表演聖地法蘭西座打工，擔任電梯服務員，並因此結識夢想成為歌手的脫衣舞孃千春。他渴望拜喜劇泰斗深見千三郎為師，並經常練習深見傳授給自己的踢踏舞，某日北野武臨時代替他人登台演出短劇，雖然演得一蹋糊塗，卻成了他的轉機。之後深見看到他徹夜苦練踢踏舞，便決定讓他以諧星身分正式登台、栽培他做後台工作、還幫他租了住處，而北野武也不負期望，進步神速。
隨著時代變遷，觀眾的目光從劇場轉移到電視，法蘭西座的經營狀況積弱不振，但深見依然堅守劇場。北野武為千春爭取唱歌的機會，在深見同意後，千春得以一展歌喉，但觀眾還是想看她跳脫衣舞，根本沒人聽歌或看短劇。北野武的師兄兼子二郎建議他講漫才，並邀他組成搭檔，北野武起初考量師父的立場，沒有一口答應，但他意識到自己的短劇只是觀眾看裸體前的開胃菜，之後也實際觀賞漫才演出，並決定同意提議。
北野武向深見和千春辭別後，以「拍子武」為藝名，和以「拍子清」為藝名的兼子二郎組成搭檔「TWO BEAT」，四處闖蕩。兩人起初屢不得志，之後開創出大膽犀利、百無禁忌的表演路線，開始大紅大紫，一票難求。相形之下，法蘭西座門可羅雀，深見甚至到工廠兼差才得以維生，但他沒有放棄登台的希望，仍在構思新作品。
TWO BEAT獲得上電視演出的機會，電視台告知許多大尺度的段子都受限於電視尺度而不能使用，但北野武堅持自我風格，在電視直播中演出涉及自殺、歧視醜女的內容，讓TWO BEAT的聲勢更上層樓、婦孺皆知。在兩人獲得日本放送演藝大賞後，北野武衣錦還鄉，回淺草將獎金交給恩師，兩人把酒言歡憶華年。北野武離去後，深見抽了根菸後欣慰地睡去，香菸引發了火災，讓一代笑匠撒手人寰。
北野武的師兄東八郎透露，在北野武當年辭別師門後，深見私下四處向其他劇場的經理低頭送禮，請他們多加照顧北野武。北野武知情後走到靈堂，不忘師父言傳身教，肆無忌憚地拿他火災身亡一事大開玩笑，只是這次孤掌難鳴，可以吐槽的人已經不在。

## 演員
- 深見千三郎：大泉洋（TEAM NACS）
- 北野武：柳樂優彌
- 千春：門脇麥[3]
- 彼得清：土屋伸之（搞笑組合ナイツ）[3]
- 井上雅義（希望成為作家的前輩）： 中島步[4]
- 高山（藝人前輩）古澤裕介[4]
- 小幸（舞者）：小牧那凪[4]
- 櫃台阿姨：大島蓉子[4]
- 東八郎：尾上寛之[3]
- 田山淳（タカラ座社長）：風間杜夫[3]
- 麻里（深見的妻子）：鈴木保奈美[3]
- 北野武模仿指導／北野武的聲音（現代）：松村邦洋
- 無法松[5]
- 工廠的作業員 - Creepy Nuts（饒舌歌手R-指定，DJ松永）[5]
- つまみ枝豆[5]
- 森本のぶ[6]
- 三輪和音[6]